# Donald Solomon
Donald Solomon (2 ottobre 1989) è un calciatore britannico delle Isole Cayman, difensore del George Town.

## Carriera

### Club
Ha giocato nella massima serie del campionato delle Isole Cayman con il George Town.

### Nazionale
Ha esordito in Nazionale nel 2006, giocando 6 partite di qualificazione ai Mondiali 2014.